# کیواسپرینگز (آرکانزاس)
کیواسپرینگز (آرکانزاس) (به انگلیسی: Cave Springs, Arkansas) یک شهر در ایالات متحده آمریکا با جمعیت ۱٬۷۲۹ نفر است که در آرکانزاس واقع شده‌است.

## موقعیت جغرافیایی
موقعیت جغرافیایی شهرها و مناطق اطراف به شرح زیر است: